# إيريبا أدد الثاني
إيريبا أدد الثاني هو الملك ال94 لآشور من القرن 10ق.م، حسب قائمة ملوك آشور ذكرت أنه حكم لمدة سنتين، من سنة 1056 إلى سنة 1054 ق.م. خلف الحكم من والده آشور بيل كالا، استمر في محاربة القبائل الآرامية وثم تم خلعه من قبل عمه شمشي أدد الرابع.